# Zakia Dhifaoui
Zakia Dhifaoui est une enseignante, journaliste et militante tunisienne des droits de l'homme, qui a lutté notamment en région contre le régime de Zine el-Abidine Ben Ali, avant la révolution tunisienne de 2011. Son parcours de militante illustre l'émergence de mouvements de contestation et d'une presse indépendante en région dans les dernières années de la présidence de Ben Ali, malgré la pression du pouvoir.

## Biographie
Originaire de Kairouan, une cité à 150 kilomètres au sud-ouest de Tunis et à cinquante kilomètres à l'ouest de Sousse, elle commence sa carrière comme professeur d'histoire-géographie dans un lycée de cette ville, en 1994.
Militante à Ettakatol, un parti initialement clandestin, elle participe en janvier 2007 à la création de l'hebdomadaire arabophone Mouwatinoun. Elle fait partie des membres fondateurs du Conseil national pour les libertés en Tunisie ; elle est également membre de l'Association de lutte contre la torture en Tunisie et de la section locale de la Ligue tunisienne des droits de l'homme.
En juillet 2008, elle décide de se rendre à Redeyef pour recueillir des témoignages auprès de familles impliquées dans les grèves de Gafsa. Le climat est d'autant plus tendu en Tunisie, que le président Ben Ali, au pouvoir depuis 21 ans, annonce son intention de briguer un cinquième mandat. À son arrivée sur place le 27 juillet, elle participe à une manifestation de femmes en solidarité avec les grévistes. Elle est arrêtée avec six autres manifestants, et violentée sexuellement. Elle est condamnée le 14 août 2008 par le tribunal de première instance de Gafsa à huit mois de prison ferme, pour « insubordination, troubles de l'ordre public, entraves à un fonctionnaire dans l'exercice de ses fonctions, détérioration des biens d'autrui et atteinte aux bonnes mœurs ». Condamnée à huit mois de prison ferme,,, elle reste 200 jours en détention, avant de bénéficier d'une mesure de grâce accordée à l'occasion du 21e anniversaire de l'accès au pouvoir du président Ben Ali.
Toutefois, elle est radiée des effectifs du corps enseignant sur décision du ministre de l'Éducation. À sa sortie de prison, elle se bat pour réintégrer son poste, tout en s'efforçant de trouver des emplois temporaires. À la suite de la révolution tunisienne et au départ de Zine el-Abidine Ben Ali, le 14 janvier 2011, puis à la loi d'amnistie générale du 19 février 2011, elle peut enfin reprendre son poste et ses cours à Kairouan, tout en ayant perdu le bénéfice de plusieurs années. Elle continue pour autant à militer dans différentes organisations dont Ettakatol, mais aussi au collectif nantais de soutien aux Tunisiens de Redeyef,. Elle continue également à écrire dans le périodique Mouwatinoun.